# EDHEC Business School
EDHEC Business School és una escola de negocis europea amb seus a París, Londres, Lilla, Niça i Singapur. Va ser fundada el 1906. EDHEC se situa entre les escoles de negocis més ben valorades del món: el 2015 va ocupar la vintè cinquè posició a la llista de les millors escoles de negocis europees publicada pel Financial Times. L'any 2015, el mateix diari va escollir el seu programa de Master in Management com el divuitè del món. A més a més, el seu MBA figura a la 84a posició a escala mundial. EDHEC imparteix també un programa de doctorat i diferents programes de màster d'administració especialitzats en màrqueting, finances, emprenedoria i altres disciplines. Els programes de l'escola compten amb una triple acreditació, a càrrec dels organismes AMBA, EQUIS i AACSB. Per l'escola hi han passat més de 30.000 estudiants que després han ocupat llocs de responsabilitat en el món dels negocis i la política, com ara Delphine Arnault (Deputy CEO Louis Vuitton) i Jean-Jacques Goldman (Cantautor).